# くれない (sarahの曲)
「くれない」は、sarahの8枚目のシングル。1998年4月29日にPHOTONから発売された。

## 概要
- 日本テレビ・読売テレビ系列で放送されたテレビドラマ『くれなゐ』の主題歌として使用された[3]。
- カップリングの「MISTY」は、アルバムに収録された際はアレンジがなされている[4]。
- 前作「春ある国に生まれ来て」に続きオリコンチャートランクインをしており、最高順位50位を記録している[1]。4回登場している[1]。
- 2023年3月22日より、サブスクリプションサービスでの配信が開始された[5]。

## 収録曲
（全作詞：坂本裕介・sarah、作曲：坂本裕介）
1. くれない [5:04]
編曲：坂本裕介・清水信之
  - 日本テレビ・読売テレビ系テレビドラマ『くれなゐ』主題歌[3]
2. MISTY [5:20]
編曲：坂本裕介
3. くれない（instrumental） [5:03]

## 収録アルバム
| 曲名     | 収録アルバム        | 発売日        | 規格品番  |
| -------- | ------------------- | ------------- | --------- |
| くれない | 『真昼の夢 夜の庭』 | 1998年8月26日 | WPC6-8391 |
| MISTY    | 『真昼の夢 夜の庭』 | 1998年8月26日 | WPC6-8391 |